# ミハイル・ラリオーノフ

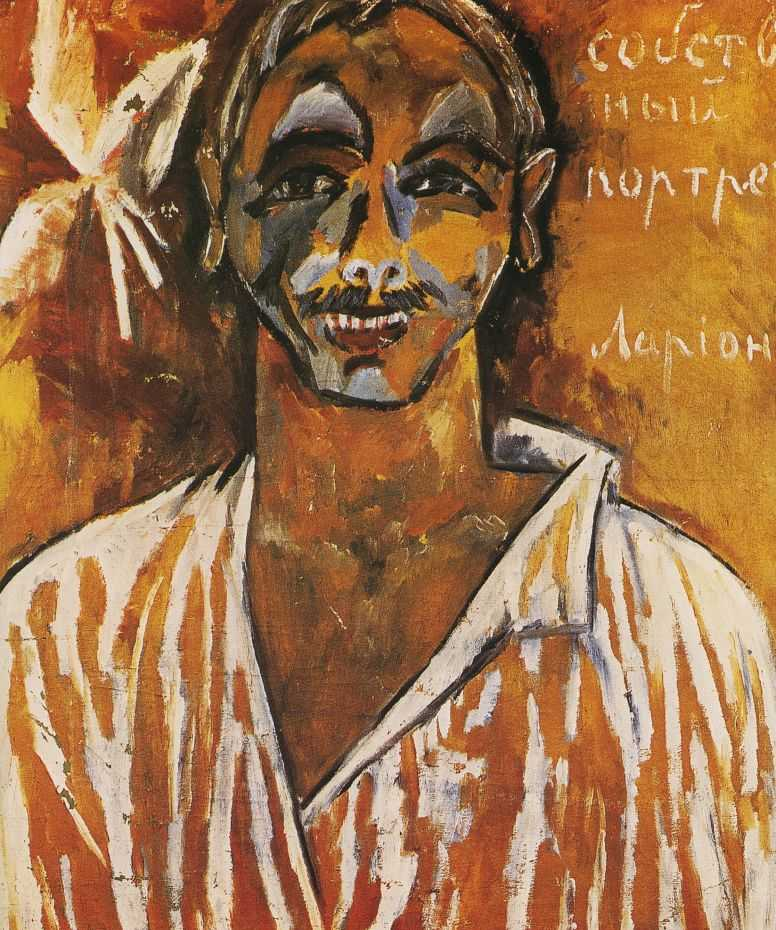
Michail Larionow: 「自画像」 (1910)

ミハイル・フョードロヴィチ・ラリオーノフ（ロシア語: Михаи́л Фёдорович Ларио́нов、1881年6月3日 - 1964年5月10日）は、ロシア・アヴァンギャルドの画家。「ラリオーノフ」は、「ラリオノフ」とも表記される。

## 略歴

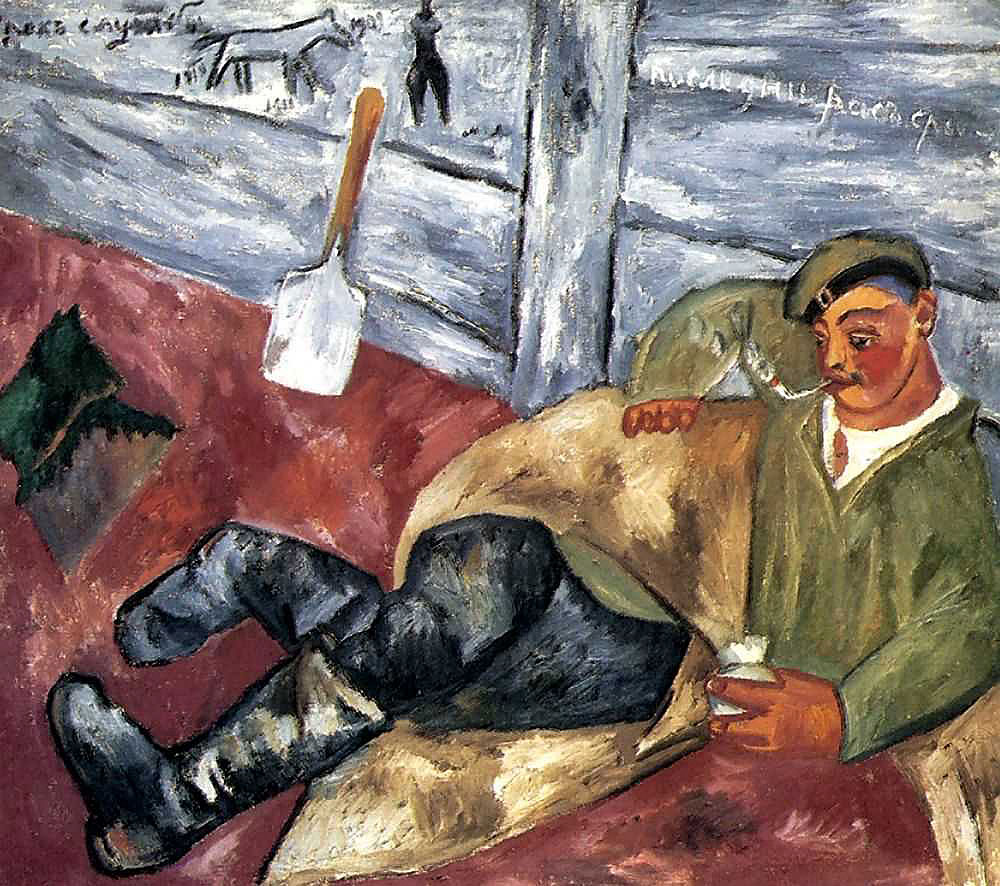
『休む兵士』、1911年

ヘルソン県のティラスポリ出身。1898年にモスクワ美術・彫刻・建築学校にてイサーク・レヴィタンとヴァレンティン・セローフに師事。過激な意見のために三度にわたって停学の憂き目を見るが、1900年にナタリア・ゴンチャロワと出逢い、生涯にわたる関係を築く。
1902年から、印象派の画風を採る。1906年、パリ訪問の後、後期印象派に転向、その後は部分的にロシアの看板書きに影響されつつネオプリミティヴィスムの画風に転じる。1908年、モスクワの「金羊毛展」に出品。そこにはフィンセント・ファン・ゴッホ、ポール・ゴーギャン、ジョルジュ・ブラック、アンリ・マティス、アンドレ・ドランらの作品も出展された。
ラリオーノフは2つの芸術集団を結成している。一つは「ダイヤのジャック」（1909年 - 1911年）であり、もう一つは、より急進的な「ロバの尻尾」（1912年 - 1913年）である。それぞれの名付け親もラリオーノフであった。ラリオーノフは別の画家集団も擁護しており、そのなかにウラジーミル・タトリン、マルク・シャガール、カジミール・マレーヴィチがいる。1911年、モスクワで1日限りの個展を開く。1913年、レイヨニスムを創出。これはロシア初の抽象美術運動であった。
1915年、ロシアを離れ、セルゲイ・ディアギレフのもとでロシア・バレエ団のパリ公演のために舞台美術を担当した。ロシア革命後は後半生をフランスで過ごし、市民権も取得。1955年にはナタリアと籍を入れたが1962年に死別。その後再婚し、1964年にフォントネー＝オー＝ローズで死去。イヴリー＝シュル＝セーヌのイヴリー墓地に埋葬された。
2001年、沿ドニエストル共和国中央銀行が記念硬貨の銀貨を鋳造した際、ラリオーノフの肖像が利用された。